# Копия (искусство)
Копия в искусстве (лат. copia — множество, запас) — художественное произведение, повторяющее другое произведение с целью его воспроизведения в той же манере, материале и с сохранением размеров подлинника (иногда в уменьшенном или увеличенном виде).
Копию следует отличать от реплики — авторского повторения художественного произведения, которое может отличаться от оригинала размерами или отдельными деталями изображения. Обычно художники выполняют реплики картин, пользующихся популярностью. Так, например, А. К. Саврасов сделал несколько повторений своей картины «Грачи прилетели». После завершения портрета Л. Н. Толстого М. В. Нестеров сделал его авторское повторение по просьбе П. М. Третьякова, который приобрёл картину для своей галереи.
Копия сыграла большую роль в сохранении произведений античного мира, когда в эллинистическую эпоху началось копирование лучших образцов предшественников. В копиях, изготовленных мастерами Римской империи, до наших дней дошли многие произведения греческого искусства, в частности, высокой классики V—VI веков до н. э.
Современные копии служат для того, чтобы уберечь ценные произведения от возможных повреждений или в учебных целях. Экспонирование копий практикуется и многими другими музеями. Нередко копии изготовляются и для продажи. Например, многие музеи занимаются выпуском гальванокопий редких монет и медалей.
Широко распространено изготовление копий драгоценных камней, которые называются стразами и используются в музейных экспозициях, при киносъёмках, а иногда и в обычной жизни для защиты от ограбления. В Минералогическом музее Академии наук представлены стразы всех известных бриллиантов. Они изготовлены из специального стекла и точно воспроизводят игру света оригинала, а сами же камни находятся в хранилище Алмазного фонда.